# Formaty progresywne (DTP)

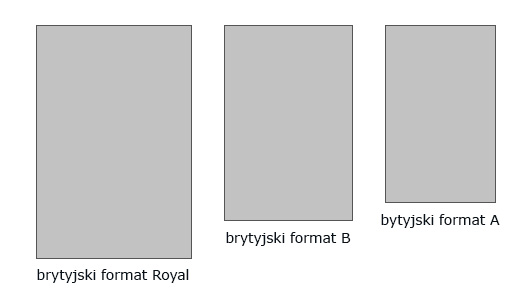
Przykład 1

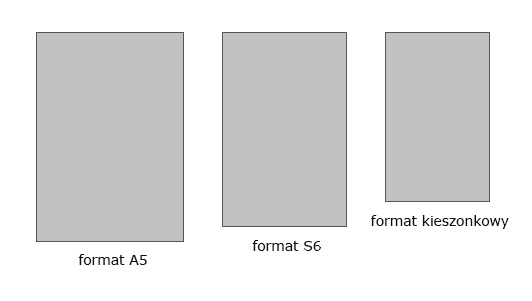
Przykład 2

Formaty progresywne – szereg formatów książek zaprojektowanych w taki sposób, by tę samą publikację można było łatwo przeskalowywać do kolejnych wydań bez zmiany układu typograficznego, czyli ilości i sposobu rozmieszczenia tekstu (i/lub elementów graficznych) na stronie.

## Zastosowanie
Projektowanie publikacji w oparciu o formaty progresywne pozwala wykorzystać ten sam układ typograficzny w każdym kolejnym wydaniu. Dzięki temu tekst nie wymaga ponownej adiustacji. Następujące po sobie formaty są coraz mniejsze. Zastosowanie formatów progresywnych pozwala zatem zmniejszyć koszty produkcji i jednocześnie zwiększyć sprzedaż, ale wymaga to od projektanta odpowiedniej wiedzy, np. w zakresie doboru kroju pisma czy proporcji i rozmiarów kolumny tekstu. 
Przy doborze proporcji kolumny w pierwszym formacie należy wziąć pod uwagę proporcje kolejnych formatów. Im bardziej będą do siebie zbliżone, tym łatwiej będzie umieścić przeskalowaną kolumnę na mniejszych formatach i zachować odpowiednie proporcje marginesów. 
Aby w przeskalowanej (proporcjonalnie zmniejszonej) kolumnie tekst był nadal czytelny, należy do całego projektu dobrać krój pisma o średnim ciężarze optycznym i dużej wysokości x oraz zwiększyć interlinię. 
Marginesy w mniejszych formatach zazwyczaj są dużo węższe (aby zachować jak najwięcej powierzchni strony na tekst); wyjątkiem jest margines wewnętrzny, który ze względów technicznych nie powinien być węższy niż 18–20 mm (książka, zwłaszcza z klejonym grzbietem, nigdy nie otwiera się całkowicie; odpowiedni margines wewnętrzny zapobiega więc zlewaniu się kolumn na sąsiadujących stronach).   

## Przykłady
Kolejne wydania mają zazwyczaj następujące formaty:
- brytyjski format Royal (156×234 mm)
- brytyjski format B (129×196 mm)
- brytyjski format A (111×178 mm).

W Polsce ich odpowiednikami są:
- format B5 (176×250 mm) lub A5 (148×210 mm), a także ich tzw. obcięte wersje
- tzw. format S6 (125×195 mm)
- tzw. format kieszonkowy (105×170 mm).